# Frisbie-Hoeft Company
Frisbie-Hoeft Company, vorher Frisbie Motor Company, war ein US-amerikanischer Hersteller von Automobilen und Motoren.

## Unternehmensgeschichte
Russell Abner Frisbie gehörte zur Familie Frisbie, die die Frisbie Pie Company betrieb und später mit Frisbee bekannt wurde. Er betrieb um 1900 ein kleines Geschäft für Fahrräder in Cromwell in Connecticut. Dort stellte er ein Kraftfahrzeug her. Im September 1900, als es fast fertig war, wurde bereits darüber berichtet. Pläne für eine Serienproduktion verneinte Frisbie im Dezember 1900. Das Fahrzeug war für den Eigenbedarf.
1902 gründete er die Frisbie Motor Company in Middletown in Connecticut. Er stellte hauptsächlich Motoren für Landfahrzeuge und Boote her. Außerdem entstanden bis 1909 sechs Automobile. Der Markenname lautete Frisbie. 1909 firmierte das Unternehmen bereits als Frisbie-Hoeft Company.
Während des Ersten Weltkriegs stellte das Unternehmen Komponenten für Flugzeuge her. Nach dem Krieg verkaufte Frisbie das Unternehmen. Trotzdem kümmerte er sich weiter um den Service seiner Motoren, die in vielen Fischerbooten seiner Umgebung eingebaut waren. In den 1920er Jahren stellte Frisbie mechanisches Spielzeug her. Er starb 1968.

## Fahrzeuge
Das erste Fahrzeug ist auf 1901 datiert. Es hatte einen Zweizylinder-Viertaktmotor. Es war ein offener Runabout mit zwei Sitzen und vier Rädern. Die Front des Fahrzeugs war so gestaltet, dass dort kein Motor untergebracht sein konnte. Der Motor befand sich entweder unter der Sitzbank oder im Heck des Fahrzeugs. Gelenkt wurde mit einem Lenkrad. Das Fahrzeug existiert noch.
Vermutlich entstand um 1902 das zweite Fahrzeug mit einem ähnlichen Motor.
Im April 1905 wurde berichtet, dass Frisbie zwei Sechszylindermotoren fertiggestellt hatte. Einer trieb einen Tourenwagen an. Der andere wurde an A. Bruce Tucker für ein Motorboot geliefert.
Weitere Fahrzeuge folgten.
Das letzte Fahrzeug entstand 1909. Im Juni wurde es auf den Straßen getestet. Es hatte einen Vierzylindermotor.